# Sord M203 Mark II
Sord M203 Mark II (M203 Mark II) је кућни рачунар, производ фирме Sord који је почео да се израђује у Јапану током 1980. године.
Користио је Zilog Z80 A као централни микропроцесор а РАМ меморија рачунара M203 Mark II је имала капацитет од 64 KB. 
Као оперативни систем кориштен је Sord OS, CP/M, UCSD Pascal.

## Детаљни подаци
Детаљнији подаци о рачунару M203 Mark II су дати у табели испод.
|                       |                                                             |
| [ 1 ]                 |                                                             |
| Произвођач            |                                                             |
| Тип                   | кућни рачунар                                               |
| Меморија              | 64                                                          |
| Поријекло             | Јапан                                                       |
| Година                | 1980                                                        |
| Тастатура             | тастатура са пуним помаком тастера са нумеричком тастатуром |
| Процесор              |                                                             |
| Фреквенција процесора | 4                                                           |
| RAM                   | 64                                                          |
| ROM                   | непознато                                                   |
| Текст                 | 80 x 24                                                     |
| Графика               | непознато                                                   |
| Боја                  | монохроматски                                               |
| Звук                  | непознато                                                   |
| Димензије             | 30 (ширина) x 21,5 (дубина) x 4,8 (висина) / 2              |
| Портови               |                                                             |
| Оперативни систем     |                                                             |